# نور الدين الباجي
نور الدين الباجي ولد بمدينة باجة وهو ملحن ومطرب تونسي اشتهر بتأديته للأغاني الطربية لكبار المطربين العرب، وكذا للأناشيد الصوفية. لكن لم تعرف له أغان خاصة به.
التقى بالفنان عبد الحليم حافظ في 1976 في حفل في مصر و غنى معه في حفل و توطدت العلاقة بينه و بين عبد الحليم الذي طلب منه البقاء في مصر إلا أن نور عاد إلى تونس لاسباب عائلية. كما تعرّف في لندن على بليغ حمدي الذي لحن له أغنية و لكن حالت الظروف دون تسجيلها .

## وصلة خارجية
- (بالفرنسية) « Festival de la médina de Hammamet. Noureddine El Béji : des airs de chez nous », جريدة لوطون 10 أكتوبر 2006